# Francisella
Francisella és un gènere patogen de proteobacteris l'espècie del qual més representatiu és F. tularensis, que es divideix al seu torn en les subespècies. La importància d'aquesta espècie radica que és l'agent etiològic de la tularèmia o febre dels conills. A més, F. t. novicida i F. philomiragia s'associen a septicèmia.
Són molt resistents al fred i fins i tot a la congelació, i notablement resistent al lleixiu, però sensible als desinfectants comuns. És un bacteri molt infecciós, és a dir, es necessita molt poca quantitat (d'individus) perquè arrenqui una infecció.